# Alberts Vaters
Alberts Vaters (29 settembre 1905 – 3 novembre 1928) è stato un calciatore lettone, di ruolo attaccante.

## Carriera

### Club
Nel periodo in cui ha giocato in nazionale militava nell'LSB Riga. La sua carriera si chiuse bruscamente a causa della sua morte improvvisa.

### Nazionale
Ha esordito in nazionale il 25 luglio 1928 nella vittoriosa partita di Coppa del Baltico contro la Lituania, mettendo subito a segno una doppietta e contribuendo alla vittoria di quella competizione.
Ha totalizzato in tutto 5 presenze, senza ulteriori reti all'attivo.

## Statistiche

### Cronologia presenze e reti in nazionale
| Cronologia completa delle presenze e delle reti in nazionale ― Lettonia | Cronologia completa delle presenze e delle reti in nazionale ― Lettonia | Cronologia completa delle presenze e delle reti in nazionale ― Lettonia | Cronologia completa delle presenze e delle reti in nazionale ― Lettonia | Cronologia completa delle presenze e delle reti in nazionale ― Lettonia | Cronologia completa delle presenze e delle reti in nazionale ― Lettonia | Cronologia completa delle presenze e delle reti in nazionale ― Lettonia | Cronologia completa delle presenze e delle reti in nazionale ― Lettonia |
| Data                                                                    | Città                                                                   | In casa                                                                 | Risultato                                                               | Ospiti                                                                  | Competizione                                                            | Reti                                                                    | Note                                                                    |
| ----------------------------------------------------------------------- | ----------------------------------------------------------------------- | ----------------------------------------------------------------------- | ----------------------------------------------------------------------- | ----------------------------------------------------------------------- | ----------------------------------------------------------------------- | ----------------------------------------------------------------------- | ----------------------------------------------------------------------- |
| 27-7-1928                                                               | Tallinn                                                                 | Lettonia                                                                | 3 – 0                                                                   | Lituania                                                                | Coppa del Baltico 1928                                                  | 2                                                                       |                                                                         |
| 27-7-1928                                                               | Tallinn                                                                 | Estonia                                                                 | 0 – 1                                                                   | Lettonia                                                                | Coppa del Baltico 1928                                                  | -                                                                       |                                                                         |
| 19-8-1928                                                               | Riga                                                                    | Lettonia                                                                | 2 – 1                                                                   | Finlandia                                                               | Amichevole                                                              | -                                                                       |                                                                         |
| 1-9-1928                                                                | Kaunas                                                                  | Lituania                                                                | 1 – 1                                                                   | Lettonia                                                                | Amichevole                                                              | -                                                                       |                                                                         |
| 23-9-1928                                                               | Riga                                                                    | Lettonia                                                                | 1 – 1                                                                   | Estonia                                                                 | Amichevole                                                              | -                                                                       |                                                                         |
| Totale                                                                  |                                                                         | Presenze                                                                | 5                                                                       |                                                                         | Reti                                                                    | 2                                                                       |                                                                         |

## Palmarès

### Nazionale
- Coppa del Baltico: 1

1928